# Stevo Maoduš
Stevo Maoduš, hrvaški general, * 24. marec 1917, † 2. april 2007.

## Življenje
Maoduš je leta 1941 vstopil v NOVJ in KPJ. Med vojno je bil politični komisar več enot.
Po vojni je tudi deloval na vojaško-političnem področju, bil direktor Narodna armija, načelnik Politične šole JLA, namestnik glavnega urednika Vojne enciklopedije, ... Med letoma 1987 in 1990 je bil glavni urednik političnega dnevnika Vjesnik.